# Rocca Santa Maria
Rocca Santa Maria là một đô thị và thị xã của Ý. Đô thị này thuộc tỉnh Teramo trong vùng Abruzzo. Rocca Santa Maria có diện tích 61 km2, dân số theo ước tính năm 2007 của Viện thống kê quốc gia Ý là 632 người. 
Các đơn vị dân cư: Acquaratola, Alvelli, Belvedere, Canili, Ceppo, Cesa, Castiglione, Ciarelli, Colle, Cona Faiete, Faiete, Fioli, Fiume, Forno, Fustagnano, Imposte (sede comunale), Licciano, Macchia Santa Cecilia, Martese, Paranesi, Pomarolo, Riano, San Biagio, Serra, Tavolero, Tevere.
Đô thị Rocca Santa Maria giáp với các đô thị: